# Bitka za Francusku
Bitka za Francusku ili pad Francuske predstavlja njemačku invaziju na Francusku i zemlje Beneluksa tijekom svibnja i lipnja 1940. godine. Napad njemačkih snaga počeo je 10. svibnja 1940. čime je završen Lažni rat. Invazija se sastojala od dvije glavne operacije. U prvoj, Fall Gelb, njemačke oklopne snage su prodrle preko Ardena kako bi onemogućile saveznički prodor u Belgiju. Mnoge savezničke snage su evakuirane iz Dunkerquea u Operaciji Dinamo. U drugoj operaciji, Fall Rot, koja je počela 5. lipnja 1940. njemačke snage su prišle s leđa Maginotovoj liniji i tako su je neutralizirali. Italija je objavila rat Francuskoj 10. lipnja 1940. Francuska vlada je pobjegla u Bordeaux, a Pariz je pao bez borbe 14. lipnja. Nakon što je francuska 2. armija kapitulirala 22. lipnja, Francuska je istog dana potpisala primirje.
Francuski teritorij podijeljen je na njemačku okupacijsku zonu koja se nalazila na sjeveru i zapadu i malu talijansku okupacijsku zonu na jugoistoku. Na jugu je oformljena Višijska Francuska na čijem čelu je bio maršal Pétain. Francuska i Beneluks ostali su pod njemačkom kontrolom sve do savezničkog iskrcavanja u Normandiji u lipnju 1944. i pobjede saveznika koja je nakon toga uslijedila.

## Raspored francuskih snaga
Pošto su Francuska i Ujedinjeno Kraljevstvo 3. rujna 1939. Njemačkoj objavile rat duž francusko-njemačke granice došlo je do stanja poznatog pod nazivom Lažni rat u kojem obje strane mjesecima nisu učinile nijedan značajan potez. Belgija i Nizozemska još su bile neutralne. Poslije pobjedonosnog pohoda na Poljsku, Njemačka je sav svoj vojni potencijal mogla usmjeriti prema zapadu. U Francusku su stigle i Britanske ekspedicijske snage (BEF) pod vodstvom Lorda Gorta. Sama Francuska mobilizirala je sve borbene snage, ali su im nedostajale sve vrste borbenih sredstava. Édouard Daladier, premijer Francuske od travnja 1938. do ožujka 1940. i general Maurice Gamelin, vrhovni zapovjednik francuskih snaga bili su odgovorni za vođenje rata. Poslije ožujka 1940. premijer je postao Paul Reynaud. Jedino je Maginotova linija bila spremna. Njena posada sastojala se od velikog broja elitnih trupa. Ona se prostirala od švicarske granice do Ardena a sastojala se od niza utvrđenja i bunkera. Francuska je na njenu izgradnju utrošila oko 100 milijardi franaka, ogromna sredstva koja nisu mogla biti upotrebljena za proizvodnju modernih borbenih sredstava. Predlagano je da se Maginotova linija produži duž francusko-belgijske granice, ali je taj prijedlog odbio Philippe Pétain. Po njemu produžetak linije ka Belgiji značio bi predati Belgiju Njemačkoj. Pétain i njegovi sljedbenici smatrali su da u Belgiji treba voditi aktivan rat. Ardensko bojište smatrao je potpuno bezopasnim, što će se ispostaviti kao velika greška, jer su se baš tu Nijemci probili u svibnju 1940. godine. 
Francusko vojno rukovodstvo ravnomjerno je rasporedilo svoje snage duž teško utvrđene Maginotove linije i ranjivih, otvorenih granica na sjeveru i istoku. Od obale La Manchea do švicarske granice bile su raspoređene 103 divizije, uključujući 10 britanskih divizija generala Gorta, zapovjednika BEF-a. Od toga 62 divizije bile su osuđene na neaktivnost duž Maginotove linije dok je na slabo zaštićenim sjevernim područjima rješavana sudbina Francuske. Od 31 aktivne divizije deset ih je služilo pod zapovjedništvom generala Billottea; 9 ih je bilo pod komandom generala Prételata na Maginotovoj liniji, a 12 ih je bilo u rezervnoj armiji. Ukupno su Francuzi imali 32 rezervne divizije ali one su bile tako raspoređene da se nisu mogle brzo suprotstaviti prodoru neprijateljskih snaga. Samo 8 od ovih divizija bilo je spremno da se uključi na sjeveroistočno bojište.

## Uzroci poraza francuske vojske
Poraz Francuske 1940. bio je, dobrim dijelom, posljedica slabe tehničke opremljenosti njezine vojske. Nedostajala su im protuzrakoplovna sredstva, borbeni zrakoplovi i protutenkovsko topništvo. Tenkova su Francuzi imali dovoljno, bilo je dobro oklopljenih tenkova, ali Nijemci su svoje tenkovske postrojbe organiziranije i kvalitetnije rabili. Za stanje u protuzračnoj obrani karakteristične su riječi jednog francuskog generala: 
Njemačka je vojska uspješno iskoristila strategijski čimbenik iznenađenja i primijenila taktiku munjevitog rata.

## Zapadni bedem
Kad je slomljena Poljska, njemačko vojno rukovodstvo imalo je slobodne ruke da gotovo sve raspoložive snaga angažira na zapadu. Tijekom sljedećih mjeseci, nakon Poljskog poraza, u njemačkom glavnom stožeru kopnene vojske radilo se svim snagama na usavršavanju plana napada. Osim toga radilo se i na dovršavanju Zapadnog bedema. Nijemci su uložili veliki napor da uspostave ovaj sustav utvrđenja, ali i pored svega toga ova linija bila je mnogo slabija nego što su Saveznici mislili. Njegove nedostatke uspješno je nadoknađivala njemačka propaganda.
Nijemci su mogli računati na oko 7000 tenkova, a Francuzi na 3500. Dok su njemački tenkovi nastupali koncentrično u masi, Francuska nije utemeljila veće tenkovske postrojbe.

## Lažni rat
U listopadu 1939. francuski pisac Roland Dorgelès posjetio je francusko bojište u svojstvu ratnog reportera i napisao je članak o izbočenim francuskim položajima pod naslovom Lažni rat. Ovaj termin će se kasnije upotrebljavati da označi nedostatak borbi na Zapadnom bojištu. 

## Vanjske poveznice
Sestrinski projekti
|  | Zajednički poslužitelj ima još gradiva o temi Bitka za Francusku |